# Thomas Newcomen

Animacja i schemat działania silnika Newcomena

Thomas Newcomen (ur. 1664 w Dartmouth, zm. 5 sierpnia 1729 w Londynie) – angielski wynalazca.
Ze względu na swoje pionierskie osiągnięcia jest często określany ojcem rewolucji przemysłowej. Najważniejszym jego wynalazkiem jest atmosferyczny silnik parowy zwany też silnikiem parowym Newcomena.

## Najważniejsze wydarzenia
- 1698: Thomas Newcomen zawiązał spółkę z Thomasem Saverym w celu produkcji silników parowych
- 1712: w kopalni węgla w Staffordshire uruchomiono pierwszy silnik parowy Newcomena